# Alajos Strobl

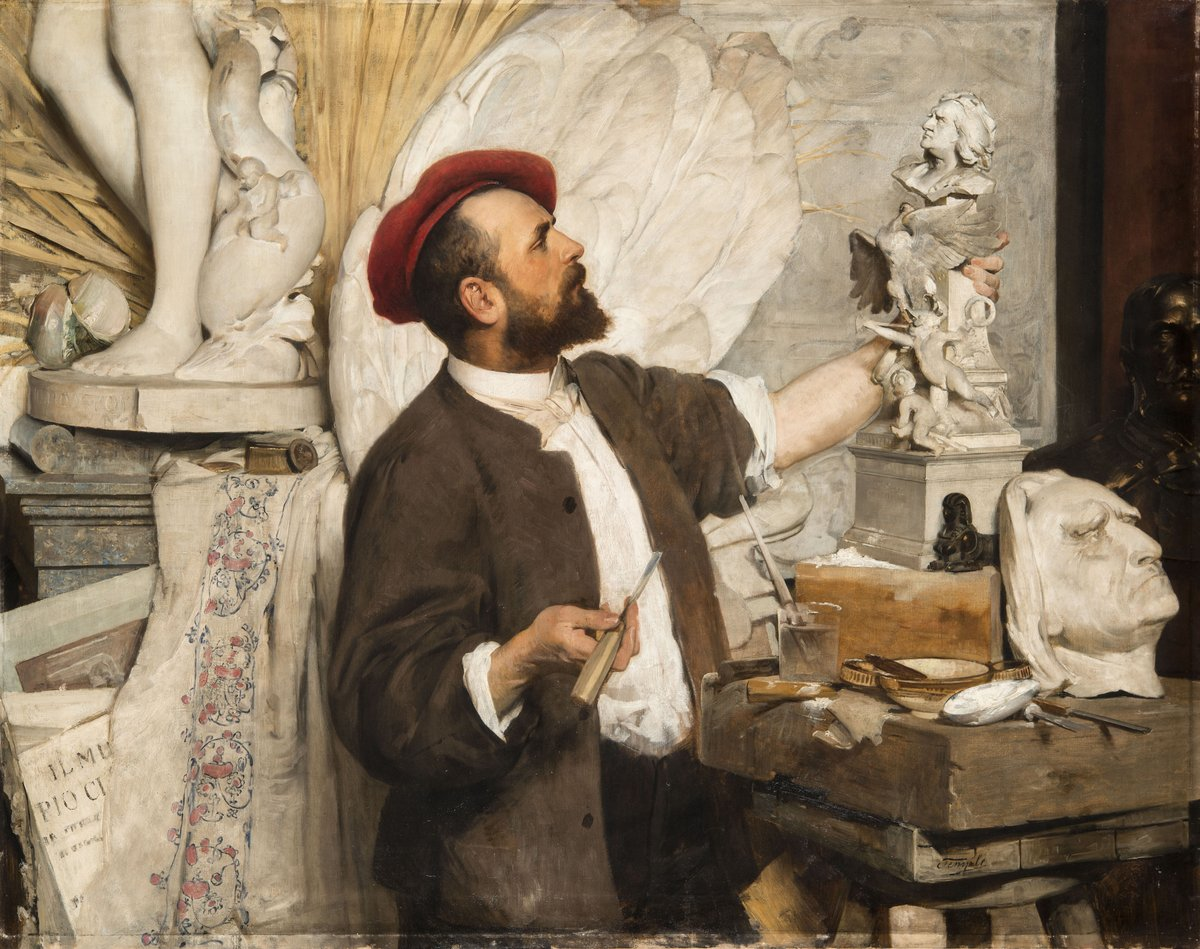
Hans Temple: Alajos Strobl an der Arbeit, um 1880

Alajos Strobl, seit 1913 Strobl von Liptóújvár (auch Aloys Strobl, * 21. Juni 1856 in Liptóújvár; † 13. Dezember 1926 in Budapest) war ein ungarischer Bildhauer.

## Leben
Der aus der heutigen Slowakei stammende Künstler deutscher Herkunft war der Sohn eines gräflichen Gutsverwalters. Er hatte eine jüngere Schwester Zsófia (1860–1941), die Malerin, insbesondere von Stillleben wurde. Strobl besuchte zunächst ein Gymnasium und ab 1874 die Wiener Kunstgewerbeschule, wo er unter anderem von Ferdinand Laufberger unterrichtet wurde. Danach war er von 1876 bis 1880 ein Schüler von Caspar von Zumbusch an der Akademie der bildenden Künste Wien. Neben Zumbusch wurde seine künstlerische Entwicklung auch durch Victor Tilgner beeinflusst.
Erstes Aufsehen erweckte 1878 eine Perseus-Statue des jungen Künstlers. 1880 durfte er zwei Komponistenstatuen der Budapester Oper gestalten. Er war einer der um die Wende zum 20. Jahrhundert meistbeschäftigten ungarischen Künstler und schuf unter anderem das monumentale Reiterdenkmal des ungarischen Königs Stephan I. auf der Fischerbastei und das Denkmal von Ignaz Semmelweis.
1881 zog Strobl nach Pest. Dort lehrte er ab 1885 an der Meisterschule für Bildhauerei, deren Leitung er 1920 übernahm. Zu seinen Schülern gehörte Barnabás Holló (1866–1917), der in Strobls Atelier eine Gedenktafel modellierte, die den Grafen Stefan Széchenyi im Jahr 1825 beim Reichstag zeigt, dessen Einsatz 1830 zur Gründung der ungarischen Akademie der Wissenschaften führte. Die nach diesem Modell gegossene Tafel wurde zu dessen hundertster Geburtsfeier am 21. September 1891 enthüllt. Auf der Weltausstellung Paris 1900 gewann er den Grand Prix für seine Sitzstatue „Unsere Mutter“. 1906 wurde ihm der Orden der Eisernen Krone III. Klasse verliehen und im Folgejahr das Komturkreuz des Franz-Joseph-Ordens. 1913 wurde er in den ungarischen Adelsstand erhoben und erhielt das Prädikat „von Liptóujvár“.

## Werk

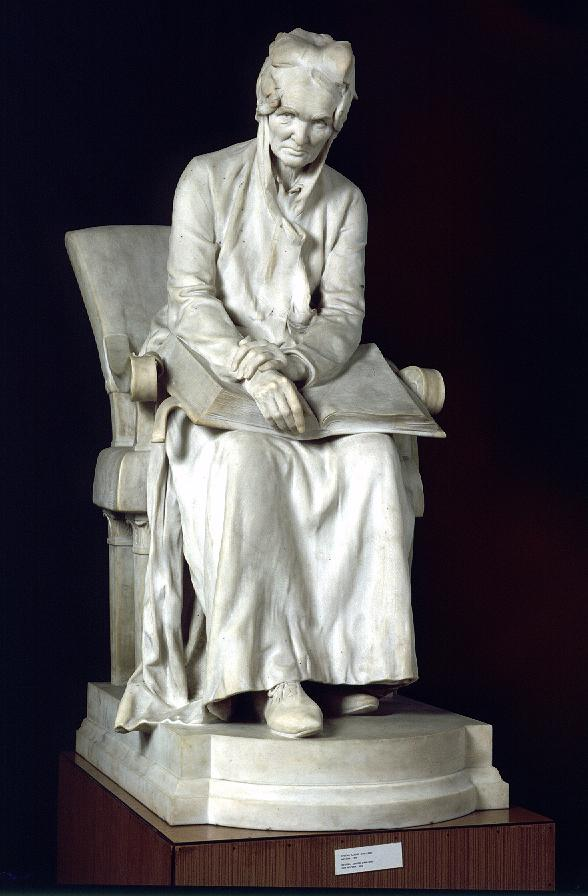
Marmorskulptur „Unsere Mutter“ von Alajos Strobl, 1894

Strobl war ein bedeutender Vertreter des ungarischen Späthistorismus bzw. Wiener Neobarock. Zu seinem Gesamtwerk gehören rund 300 Porträtbüsten sowie Grabskulpturen, monumentale Denkmäler und Bauplastiken. Seltener gestaltete er Plaketten und Medaillen. Werke von ihm befinden sich in den Sammlungen der Ungarischen Nationalgalerie und des Historischen Museums in Budapest.
Werke (Auswahl)
- Statue „Perseus“
- Budapester Oper: zwei Attikafiguren (Spontini, Cherubini), monumentale Sitzstatuen Franz von Liszts und Ferenc Erkels (1881–1884), Sphingen
- ehemals Budapester Redoute: Statue „Fandango“
- Budapest: Denkmal des Dichters János Arany, 1893
- Porträtbüste „Luischen“, Modell stand Strobls spätere Frau Lujza Kratochwill, 48 cm, weißer Marmor, 1884,  Ungarische Nationalgalerie[3]
- Porträtbüste von Károly Lotz, Bronze, 35 cm, 1887, Ungarische Nationalgalerie
- Porträtbüste von Mihály von Munkácsy, Bronze, 35 cm, 1887, Ungarische Nationalgalerie
- Porträtbüste von Ferenc Pulszky, Bronze, 53 cm, 1890, Ungarische Nationalgalerie
- Porträtbüste von Mari Jászai, 1893
- Sitzstatue „Unsere Mutter“ („Anyánk“), Modell stand Strobls Mutter Karolina Wirosztek, 161 cm, Marmor, 1894, Ungarische Nationalgalerie[4]
- Justitia im Justizpalais, 1896
- Budapest, Burgpalast: König-Matthias-Brunnen, 1904
- Budapest, Fischerbastei: Denkmal König Stephan des Heiligen, 1906, Reiterstatue
- Ignaz-Semmelweis-Denkmal, 1906
- Coburg, St. Augustin: Marmorsarkophag der Prinzessin Clementine von Sachsen-Coburg in der Gruft der Kirche, 1910
- Stansted, England: Kriegerdenkmal
- Skulpturen eines Ebers und Hirsches im Schlosspark von Kleintopoltchan (slow. Topolčianky)